# Radical 78
El radical 78, representado por el carácter Han 歹, es uno de los 214 radicales del diccionario de Kangxi. En mandarín estándar es llamado　歹部, (dǎi　bù); en japonés es llamado 歹部, がつぶ　(gatsubu), y en coreano 알 (al). En los textos occidentales es conocido como «radical “muerte”» o «radical “pudrición”».
El radical «muerte» aparece por lo general en el lado izquierdo de los caracteres que clasifica. Los caracteres clasificados bajo este radical suelen tener significados relacionados con la muerte. Como ejemplos de esto están: 死, «morir»; 殉, «martirio»; 殪, «exterminar».

## Nombres populares
- Mandarín estándar: 歹字旁, dǎi zì páng, «carácter “malo” en un lado».
- Coreano: 죽을사변부, jugeul sa byeon bu «lado izquierdo de sa (死, “morir”)».
- Japonés:　歹偏（がつへん）, gatsuhen, «gatsu en el lado izquierdo del carácter»;[1] 一タ偏（いちたへん）, ichi-ta hen «radical al lado izquierdo ichi (一, uno), ta (タ, carácter silábico de katakana)» —ya que se puede escribir colocando el radical 一 sobre el carácter タ—; 死に構え（しにがまえ）, shinigamae, «parte envolvente del carácter 死 (morir)».
- En occidente: radical «muerte», radical «pudrición».

## Galería
| Estilos antiguos                                 | Estilos antiguos                  | Estilos antiguos                        | Estilos antiguos                   | Estilos antiguos                   | Estilos empleados actualmente       | Estilos empleados actualmente  | Estilos empleados actualmente    | Estilos empleados actualmente   | Estilos empleados actualmente  |
|                                                  |                                   |                                         |                                    |                                    |                                     | 歹                             | 歹                               |                                 |                                |
| 甲骨文 jiǎgǔwén (escritura de huesos oraculares) | 金文 jīnwén (escritura de bronce) | 简帛 jiǎnbó (escritura de bambú y seda) | 篆文 zhuànwén (escritura de sello) | 篆文 zhuànwén (escritura de sello) | 隸書 lìshū (estilo de los escribas) | 楷書 kǎishū (estilo regular)   | 楷書 kǎishū (estilo regular)     | 行書 xǐngshū (estilo corriente) | 草書 cǎoshū (estilo de hierba) |
| 甲骨文 jiǎgǔwén (escritura de huesos oraculares) | 金文 jīnwén (escritura de bronce) | 简帛 jiǎnbó (escritura de bambú y seda) | 大篆 dàzhuàn (sello grande)        | 小篆 xiǎozhuàn (sello pequeño)     | 隸書 lìshū (estilo de los escribas) | 繁體／繁体 fántǐ (tradicional) | 简体／簡體 jiǎntǐ (simplificado) | 行書 xǐngshū (estilo corriente) | 草書 cǎoshū (estilo de hierba) |

## Caracteres con el radical 78

| trazos | carácter                |
| ------ | ----------------------- |
| + 0    | 歹 歺                   |
| + 2    | 死                      |
| + 3    | 歼                      |
| + 4    | 歽 歾 歿 殀 殁          |
| + 5    | 殂 殃 殄 殅 殆 殇       |
| + 6    | 殈 殉 殊 残             |
| + 7    | 殌 殍 殎 殏 殐 殑 殒 殓 |
| + 8    | 殔 殕 殖 殗 殘 殙 殚    |
| + 9    | 殛 殜                   |
| + 10   | 殝 殞 殟 殠 殡          |
| + 11   | 殢 殣 殤 殥 殦          |
| + 12   | 殧 殨 殩 殪 殫          |
| + 13   | 殬 殭 殮                |
| + 14   | 殯                      |
| + 15   | 殰 殱                   |
| + 17   | 殲                      |